# Mallota maculata
Mallota maculata är en tvåvingeart som beskrevs av Charles Howard Curran 1928. Mallota maculata ingår i släktet hålblomflugor, och familjen blomflugor.
Artens utbredningsområde är Thailand. Inga underarter finns listade i Catalogue of Life.